# I gangsters
I gangsters (The Killers) è un film del 1946 diretto da Robert Siodmak. 
Noir basato sul racconto omonimo di Ernest Hemingway e uno dei maggiori successi di Siodmak, il film racconta in flashback la ricostruzione degli eventi che hanno portato all'assassinio di un ex pugile affiliato ad una banda di gangster. Il cast include nomi prestigiosi come Burt Lancaster, al suo esordio e già protagonista, e Ava Gardner.
La fotografia in bianco e nero, estremamente scura e dai contrasti violenti, e l'ambientazione delle scene quasi esclusivamente in interni, ne fanno un film torvo e ossessivo, secondo il cliché del regista tedesco.

## Trama
Pete Lunn detto "Lo svedese" è un ex pugile che lavora come addetto a una pompa di benzina in una cittadina sperduta. Quando due gangster di Chicago giungono in paese, egli conosce il suo destino e ad esso decide di non opporsi: essere ucciso per uno sbaglio che ha commesso anni prima. La misteriosa morte dell'uomo induce l'agente assicurativo Jim Reardon a indagare sui motivi dell'omicidio. Reardon viene a scoprire che Lunn, dopo la fine della sua carriera di boxeur, era entrato in una banda di criminali guidata da Jim Colfax, responsabile di alcune rapine. Lunn aveva stretto una relazione con Kitty Collins, amante di Colfax, ed era andato in carcere al suo posto pur di scagionarla dall'accusa del furto di una spilla di diamanti.
Mentre Lunn è in carcere Kitty ritorna ad essere la donna di Colfax. Quando la banda sta per rapinare una fabbrica di cappelli, Kitty rivela a Lunn che la gang ha deciso di tagliarlo fuori dal bottino; dopo il furto Lunn si reca al luogo di appuntamento e si impossessa dell'intera somma per poi fuggire con Kitty. Ma la donna torna da Colfax con la refurtiva. Tradito da Kitty, Lunn tenta di suicidarsi, poi si rifugia nella cittadina per ricominciare una vita lontana dai componenti della banda. Le indagini di Reardon lo portano a ricostruire tutta la catena che conduce all'omicidio di Lunn, mentre i diversi uomini della banda cadono vittime di scontri a fuoco con la polizia. Alla fine, con il contributo dell'ispettore Lubinsky (vecchio amico dello "Svedese"), giunge ad incastrare Colfax e Kitty.

## Produzione e distribuzione
Il film fu prodotto dalla Mark Hellinger Productions e da Universal-International. Distribuito da Universal, il film venne presentato in prima a New York il 28 agosto 1946.

## Riconoscimenti
Nel 1946 il National Board of Review of Motion Pictures l'ha inserito nella lista dei migliori dieci film dell'anno.
Nel 2008 è stato scelto per essere conservato nel National Film Registry della Biblioteca del Congresso degli Stati Uniti.

## Remake
Nel 1964 Don Siegel ne girò un remake intitolato Contratto per uccidere.